# Franz Becher
Franz von Becher, též Franz Gustav Becher (6. listopadu 1796 Plzeň – 14. června 1884 Bubeneč), byl rakouský politik německé národnosti z Čech, v 60. letech 19. století poslanec Říšské rady.

## Biografie
Působil jako velkostatkář v Chanovicích. Byl členem Vlastenecko-hospodářské společnosti a dalších institucí. Byl povýšen do šlechtického stavu. Získal přídomek von Chanowicz. Do šlechtického stavu byl povýšen roku 1867. Na panství Chanovice provozoval i pivovar.
V zemských volbách roku 1861 byl zvolen na Český zemský sněm za kurii velkostatkářskou, nesvěřenecké velkostatky. V zemských volbách v lednu 1867 mezi zvolenými poslanci nebyl, ale uspěl již v krátce poté konaných zemských volbách v březnu 1867. Do sněmu se vrátil v zemských volbách roku 1872. Zastupoval Stranu ústavověrného velkostatku.
Působil také coby poslanec Říšské rady (celostátního parlamentu Rakouského císařství), kam ho delegoval Český zemský sněm (Říšská rada tehdy ještě byla volena nepřímo, coby sbor delegátů zemských sněmů). 17. června 1863 složil slib.
Zemřel v červnu 1884 po dlouhé nemoci ve vysokém věku. Byl pohřben na Košířském hřbitově.